# Iglesia de San Andrés (Albalate de Zorita)
La iglesia parroquial de San Andrés es un templo situado en la localidad española de Albalate de Zorita (provincia de Guadalajara, Castilla-La Mancha).

## Historia y características
Sobre el templo medieval se construyó uno nuevo entre 1481 y 1503 edificándose una capilla, y ya más entrado el siglo xvi se construyó con proyecto de Alonso de Covarrubias el cuerpo principal. La primera fase incluye elementos del gótico isabelino y platerescos mientras que la segunda fase es plenamente renacentista. Cuenta con tres naves. Fue declarada bien de interés cultural en la categoría de Monumento mediante decreto de 23 de junio de 1992 (Diario Oficial de Castilla-La Mancha de 8 de julio de 1992).